# 上海微電子装備有限公司
上海微電子装備有限公司（英語名: Shanghai Micro Electronics Equipment、略称SMEE）は、中国の半導体装置製造メーカー。中国では数少ない半導体露光装置を製造しているメーカーである。